# Los Bellos
Los Bellos är en ort i Mexiko.   Den ligger i kommunen Soto la Marina och delstaten Tamaulipas, i den centrala delen av landet, 500 km norr om huvudstaden Mexico City. Los Bellos ligger 129 meter över havet och antalet invånare är 177.
Terrängen runt Los Bellos är platt. Runt Los Bellos är det mycket glesbefolkat, med 3 invånare per kvadratkilometer. Närmaste större samhälle är Modelo, 16,0 km sydväst om Los Bellos. Omgivningarna runt Los Bellos är en mosaik av jordbruksmark och naturlig växtlighet.